# Calomera
Calomera es un género de coleópteros adéfagos de la familia Carabidae. 

## Especies
Contiene las siguientes especies:
- Calomera alboguttata Klug, 1832
- Calomera angulata Fabricius, 1798
- Calomera aphrodisia Baudi di Selve, 1864
- Calomera aulica Dejean, 1831
- Calomera aulicoides J. Sahlberg, 1913
- Calomera brevipilosa W. Horn, 1908
- Calomera cardoni Fleutiaux, 1890
- Calomera caucasica M. F. Adams, 1817
- Calomera chloris Hope, 1831
- Calomera concolor Dejean, 1822
- Calomera crespignyi Bates, 1871
- Calomera decemguttata Fabricius, 1801
- Calomera diania Tschitscherine, 1903
- Calomera durvillei Dejean, 1831
- Calomera fischeri M. F. Adams, 1817
- Calomera fowleri Heynes-Wood & Dover, 1928
- Calomera funerea MacLeay, 1825
- Calomera littoralis Fabricius, 1787
- Calomera lugens Dejean, 1831
- Calomera lunulata Fabricius, 1781
- Calomera mamasa Cassola & Brzoska, 2008
- Calomera opigrapha Dejean, 1831
- Calomera plumigera W. Horn, 1892
- Calomera sturmi Menetries, 1832